# Бялобжегі (Любартівський повіт)
Бялобжегі (пол. Białobrzegi) — село в Польщі, у гміні Коцьк Любартівського повіту Люблінського воєводства.
Населення — 456 осіб (2011).
У 1975-1998 роках село належало до Люблінського воєводства.

## Демографія
Демографічна структура станом на 31 березня 2011 року:
|          | Загалом | Допрацездатний вік | Працездатний вік | Постпрацездатний вік |
| -------- | ------- | ------------------ | ---------------- | -------------------- |
| Чоловіки | 212     | 46                 | 147              | 19                   |
| Жінки    | 244     | 44                 | 135              | 65                   |
| Разом    | 456     | 90                 | 282              | 84                   |